# Sargon Youkhana
Sargon Youkhana (* 1967 in Bonn) ist ein deutscher Schriftsteller mit irakischen Wurzeln.

## Leben
Youkhana ist der Sohn eines irakischen Wissenschaftlers und dessen deutscher Ehefrau. Nach der Schulzeit, die er in seiner Heimatstadt verbrachte, ging er für einige Zeit in die USA. Nach einem weiteren Aufenthalt in Großbritannien kehrte er nach Deutschland zurück und ließ sich in Köln nieder, wo er derzeit (2011) auch lebt.
Für seine beiden Romane schuf Youkhana den Protagonisten „Antoine de Montagnac“, der im Paris von 1670 (Im Labyrinth der Lilien) bzw. im Hannover von 1690 (Die Affäre Königsmarck) verschiedentlich Abenteuer zu bestehen hat.
Neben seinem eigenständigen literarischen Schaffen arbeitet Youkhana als freiberuflicher Drehbuchautor für verschiedene Fernsehserien.

## Werke
- Im Labyrinth der Lilien. Historischer Kriminalroman. List Verlag, Berlin 2007, ISBN 978-3-548-60800-6.
- Die Affäre Königsmarck. Historischer Roman. List Verlag, Berlin 2009, ISBN 978-3-548-60763-4.